# 中島悠爾
中島 悠爾（なかじま ゆうじ、1930年10月2日 - 2024年5月15日）は、日本のドイツ文学者。旧・東京都立大学名誉教授。ドイツ中世文学・語学専攻。

## 来歴
東京出身。学習院大学文学部独文科卒、1958年東京大学大学院修士課程修了。静岡大学教育学部講師、助教授、東京都立大学助教授、教授。1996年定年退官、名誉教授、獨協大学教授。
1979年までNHK教育テレビドイツ語講座講師。1982年ハルトマン・フォン・アウエ『ハルトマン作品集』の共訳により第19回日本翻訳文化賞受賞。2000年『リヒャルト・シュトラウス ホーフマンスタール往復書簡全集』で日本翻訳文化賞受賞。
2024年5月15日、老衰のため神奈川県茅ヶ崎市の自宅で死去。93歳没。

## 著書
- 『ドイツオペラの魅力』日本放送出版協会 NHK音楽シリーズ 1981

### 共著
- 『たのしいドイツ語 会話・文法5週間』桜井和市共著 開拓社 1969
- 『歴史をつくる女たち 2 不滅の愛に生きて』共著 集英社 1983
- 『必携ドイツ文法総まとめ』平尾浩三・朝倉巧共著 白水社 1985
- 『ペーターとカーリン ドイツの学生生活』Hans-Gunther Krauth, Gudrun Wossidlo共著 郁文堂 1988
- 『初心者のためのトレーニングドイツ語』平尾浩三・朝倉巧共著 白水社 1994
- 『練習中心初級ドイツ文法 新正書法版』平尾浩三・朝倉巧共著 白水社 2002

### 翻訳
- ハルトマン・フォン・アウエ『ハルトマン作品集』平尾浩三・ 相良守峯・ リンケ珠子共訳（「グレゴーリウス」を担当）郁文堂、1982
- 『ヘルマン・ヘッセと音楽』フォルカー・ミヒェルス編、音楽之友社 1992
- 『リヒャルト・シュトラウス＝ホーフマンスタール往復書簡全集』ヴィリー・シュー編 音楽之友社 2000

## 論文
- <中島悠爾